# Laser (дебетовая карта)
Laser является системой дебетовых карт Ирландии. Данная карточная система (англ. Card scheme) управляется компанией Laser Card Services Ltd., некоммерческой организацией, основными владельцами которой являются четыре ведущих финансовых института Ирландии, и с 2008 года контролируемую надзорным подразделением Центрального банка. Система введена в эксплуатацию в 1996 году и на 2010 год в обращении было примерно 3 млн карт Laser. В 2009 году по этим картам было совершено около 195 млн транзакций на общую сумму примерно в 11,2 млрд. евро. С 2007—2008 годов все финансовые институты, выпускавшие карты Laser, стали заменять их дебетовыми картами Visa Debit или Debit MasterCard.

## Использование
Дебетовая карта Laser в основном предназначена для оплаты на кассовых узлах, но её также можно использовать и для заказов по телефону или через интернет, в банкоматах и для прямой дебетовой оплаты регулярных платежей.
При оплатах товаров и услуг картами Laser её держателям может начисляться кэшбек до 100 евро. Некоторые розничные сети устанавливают предельные границы перечисляемого кэшбека. Карты Laser принимаются многими торгово-сервисными предприятиями Ирландии, работающими в интернете.
Все карты системы Laser, выпускаемые начиная с 1 января 2008 года, являются кобрендовыми с международной платёжной системой (MasterCard под брендом Maestro). Хотя для любого банка в пределах единой зоны платежей в евро независимо от его местоположения сохраняется возможность вступления в карточную систему Laser, не наблюдается никакой заинтересованности в присоединении к ней банков за пределами Ирландии.

### Интеграция в онлайн-коммерцию
Следующие сервисы предоставляют платёжные шлюзы для работы с системой Laser: Ogone (недоступная ссылка), ICEPAY, WorldPay, Netbanx.com, Moneybookers.com, CreditCall, DataCash, Realex, TNS и SagePay.

## Участвующие финансовые институты
В 2007 году банк Halifax (Ireland) объявил, что он первым в Республике Ирландии предлагает карты Visa Debit вместо дебетовых карт Laser (этот банк не являлся членом Laser Card Services Limited). В 2008 году Банк Ольстера снизил объём выпуска карт Laser, отдав предпочтение карте Visa Debit. Провайдер персональных финансовых услуг Permanent TSB (ныне Irish Life and Permanent) в сентябре 2010 года отозвал карты Laser и заменил их картами Visa Debit. В конце октября 2010 года Bank of Ireland объявил, что с 2011 года они перестают участвовать в партнёрстве системы Laser. 9 февраля 2011 финансовый институт EBS Building Society сообщил, что со второй половины 2011 года они начинают выпускать дебетовые карты MasterCard вместо карт Laser. В июле 2011 года AIB объявил, что они прекращают выпуск карт Laser с 2011 года, оставив National Irish Bank последним эмитентом в карточной системе Laser, отчего возникли спекуляции о закрытии системы в 2012 году.
Сообщалось, что банки отказываются от системы Laser из-за некоторых трудностей, с которыми сталкиваются потребители при совершении онлайн-покупок. Однако почти сразу после решения банков клиенты стали жаловаться на многочисленные трудности, связанные с преждевременным отказом от карт Laser. Некоторые розничные сети, дававшие кэшбек по картам Laser, не могут или не желают делать это же после замены карт на другие; Permanent TSB организовал вторую эмиссию для замены карт в апреле 2011 года, инициировав замену чипов и некоторых старых терминалов, не имевших совместимости (то есть дававших отказ в операции кэшбека). Другие ретейлеры, взимавшие небольшую плату за транзакции по картам Laser, после замен карт получили в свой адрес обвинения в слишком завышенном проценте при оплате за транзакцию. Организации, подобные Betfair, не взимают с покупателей комиссию по картам Laser, но начали брать комиссию в 1,5 % при переходе держателей на карты Visa Debit. Торгово-сервисные предприятия не сообщают своим клиентам, если ли какие-либо различия между этими двумя видами дебетовых карт. Некоторые покупатели сообщают о взимании с них иностранных комиссий за пользование дебетовыми картами Visa в пределах Северной Ирландии, чего не было по их прежним картам.

## Кобрендинг
С 2005 года некоторым держателям карт Laser стали предоставлять кобрендовые карты Laser/Maestro; с 1 июня 2008 года все карты Laser стали кобрендовыми. Они являются картами Chip and PIN, обладающими двойным функционалом, — систем Laser и Maestro. Функциональность от Laser предназначена для использования только в пределах Республики Ирландии, в то время как функциональность Maestro теоретически может использоваться как в домашней стране, так и за рубежом, но международные платежи Maestro нередко отклоняются.